# 巴多内基亚

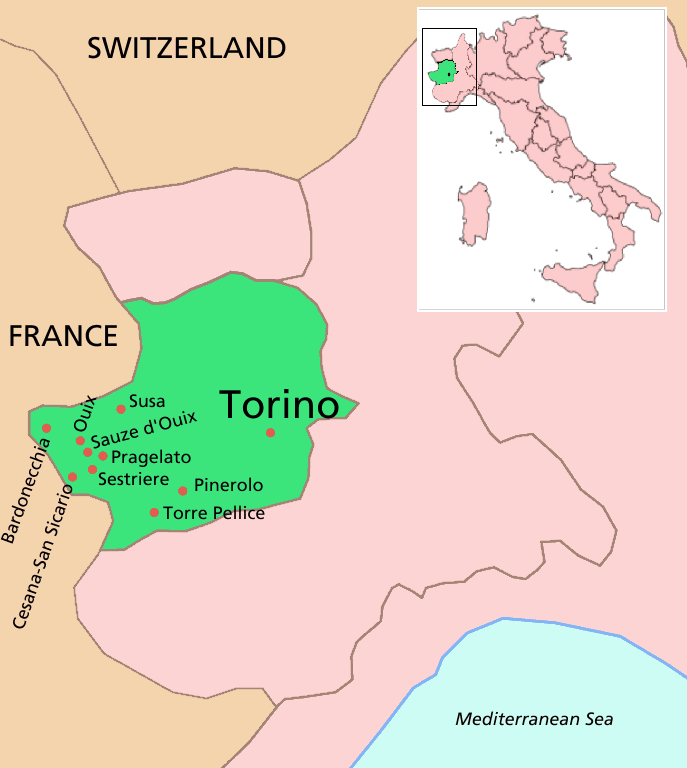
Location of the town shown on the map

巴多内基亚（義大利語： [bardoˈnekkja]；法語： [baʁdɔnɛʃ]；皮埃蒙特语： bardʊˈnetʃa；奧克語： [baɾduˈneʃə]）是意大利皮埃蒙特大区都靈廣域市的一个市镇。人口3273（2010年12月31日）。

## 友好城市
- 法國 莫达讷